# 23ª Brigata Garibaldi "Pio Borri"
La 23ª Brigata Garibaldi "Pio Borri" fu una brigata partigiana che operò nell'Aretino, intitolata ad uno dei primi caduti della Guerra di liberazione.
La brigata funse da comando militare per le numerose bande partigiane che si costituirono nella zona di Arezzo, formate da renitenti alla leva, ex militari, perseguitati politici e prigionieri fuggiti dai campi di concentramento fascisti, come gli slavi deportati a Renicci e gli inglesi, francesi, russi e sudafricani rinchiusi a Laterina.

## Persone legate alla Brigata
- Arioldo Arioldi (Uno)
- Dušan Bordon
- Rado Bordon
- Eugenio Calò
- Athos Fiordelli
- Bruno Fognani
- Eduino Francini
- Renato Gallini
- Vasco Lisi[2]
- Licio Nencetti
- Albano Meazzini (Tito)
- Orlando Pucci
- Angelo Ricapito
- Piero Sadun
- Mario Sbrilli